# الانگ
الانگ (به انگلیسی: Alang) یک شهرک در هند است که در گجرات واقع شده‌است.

## خصوصیات
الانگ ۱۸٬۴۶۴ نفر جمعیت دارد.